# Bartomeu Caldentey Jaume
Bartomeu "Tomeu" Caldentey Jaume (Sineu, 25 d'abril de 1951) va ser un ciclista balear, que va destacar en el ciclisme en pista, especialment en la modalitat darrere moto.
Va guanyar diferents campionats d'Espanya i va quedar segons als Campionat del món de stayer amateur de 1976 i de 1977. En un principi també va guanyar la medalla de bronze als mundials de 1980, però va ser desqualificat per dopatge.

## Palmarès
- 1970
  -  Campió d'Espanya de Mig fons darrere moto stayer
- 1971
  -  Campió d'Espanya de Mig fons darrere moto stayer
- 1972
  -  Campió d'Espanya de Mig fons darrere moto stayer
- 1973
  -  Campió d'Espanya de puntuació
- 1975
  -  Campió d'Espanya de persecució per equips
- 1976
  -  Medalla de plata al campionat de Mig fons darrere moto amateur
  -  Campió d'Espanya de Mig fons darrere moto stayer
- 1977
  -  Medalla de plata al campionat de Mig fons darrere moto amateur
- 1978
  -  Campió d'Espanya de Mig fons darrere moto stayer
  -  Campió d'Espanya de Mig fons darrere moto comercial
- 1979
  -  Campió d'Espanya de Mig fons darrere moto stayer
  -  Campió d'Espanya de Mig fons darrere moto comercial
- 1980
  -  Campió d'Espanya de Mig fons darrere moto stayer